# Lutz Fiebig

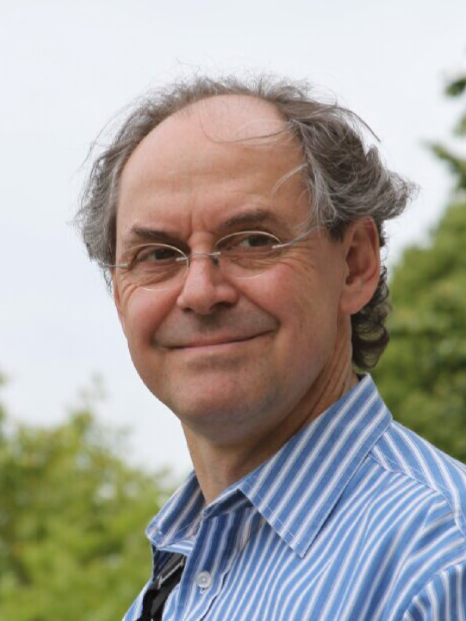
Lutz Fiebig (2013)

Lutz Fiebig (* 1961 in Leipzig-Connewitz) ist ein deutscher Kunstverleger, Galerist und Publizist. Er lebt in Magdeburg.

## Leben und Wirken
Lutz Fiebig wuchs in Leipzig-Stötteritz auf. Mit 14 Jahren schloss er sich kirchlichen Kreisen an und ging damit in Opposition zur verordneten Mitgliedschaft in den DDR-Jugendverbänden. Infolgedessen blieb ihm der Weg zu Abitur und Studium versagt. Er erlernte von 1978 bis 1980 den Beruf des Kfz-Mechanikers in Leipzig und bewarb sich in dieser Zeit für ein Studium der evangelischen Theologie. Er erhielt eine Ablehnung wegen des noch nicht abgeleisteten Grundwehrdienstes.

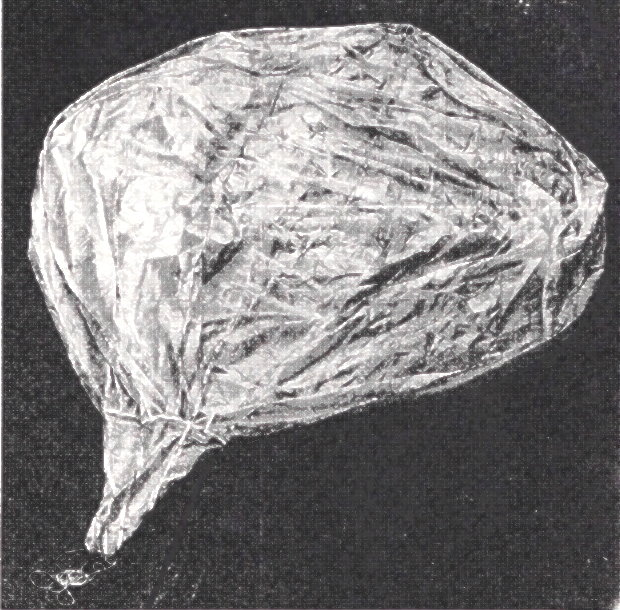
Von Fiebig und Steinhäuser gebaute Ballonhülle, Quelle: BStU Akten

Das Erlebnis der Musterung zum Grundwehrdienst bei der NVA ließ in ihm die Überzeugung reifen, die DDR verlassen zu wollen. Er unternahm im Sommer 1980 einen ersten Fluchtversuch über Bulgarien, der aus gesundheitlichen Gründen scheiterte und zunächst ohne Konsequenzen für ihn blieb. 1982 baute er dann gemeinsam mit dem Flugzeugkonstrukteur Günter Steinhäuser zwei Gasballone unterschiedlicher Größe und weitere Fluchtmittel mit dem Zweck, die innerdeutsche Grenze zu überwinden. Beide wurden am 19. September 1982 von der Staatssicherheit verhaftet und wegen "Republikflucht im schweren Fall" vor dem Kreisgericht Grimma angeklagt und verurteilt. Die politische Haft saß er in der Strafvollzugseinrichtung Cottbus bis zu seinem Freikauf durch die Bundesregierung im August 1984 ab. Die Rehabilitierung durch das Oberlandesgericht Dresden erfolgte 1992. Er ist anerkanntes Opfer des Stalinismus und fungiert heute als Zeitzeuge beim Koordinierenden Zeitzeugenbüro der Gedenkstätte Berlin-Hohenschönhausen.
Im Januar 1985 zog Fiebig nach München, wo er zunächst in seinem erlernten Beruf tätig war und noch im gleichen Jahr das Technische Büro Fiebig gründete. Als Autodidakt übernahm er verschiedene Aufträge als technische Dienstleistungen im Bereich der Hardware-Entwicklung und beim Projektmanagement in der Industrie. Der Auftrag des Projektmanagements für das Fahrgastinformationssystem (FIS) am ICE (1. Generation) seitens der MAN Technologie GmbH führte ihn 1990 nach Berlin, wo er auch seinen Wohnsitz nahm.
Von 1988 bis 1992 war er Geschäftsführer der gemeinsam mit dem Apotheker Roland Henneberg in Aying bei München geführten Galerie „Die Schmiede“ für zeitgenössische Kunst. Es wurden u. a. Ausstellungen mit Absolventen der Akademie der Bildenden Künste München (Thomas Demand, Gerd H. Hortsch, Josef Alexander Henselmann, Ursula Henselmann) wie auch mit aus der DDR übersiedelten Künstlern (Günter Firit, Lutz Friedel, Hans-Hendrik Grimmling, Gil Schlesinger und Klaus Staps) realisiert.
1992 gründete Fiebig in Berlin-Lübars den Kunstverlag „edition fiebig berlin“. Es entstand ein ambitioniertes Programm mit bibliophilen und original-graphischen Künstlerbüchern sowie Mappenwerken im Themenkreis Literatur, Bildkunst und Neue Musik, zumeist als textliche Erstveröffentlichungen, mit Autoren und Graphikern aus den sogenannten Neuen Bundesländern. Vier der Bücher waren 1996, 1998 und 2000 in der Endrunde für den Walter-Tiemann-Preis an der  Hochschule für Grafik und Buchkunst Leipzig. Das Verlagssignet entwarf Frank Eißner als Holzschnitt.
Im Sommer 1996 eröffnete er im Berliner Scheunenviertel die Galerie Lutz Fiebig. Dort stellte er ein internationales Programm zeitgenössischer Kunst vor und realisierte Ausstellungen mit Hans-Hendrik Grimmling, Olivier Christinat, Robert Jacobsen, Klaus Zylla, Kim Juyon, Ugo Dossi, Martin Noll, Micha Brendel, Melanie Manchot, Rudolf Ortner, Sluik/Kurpershoek, Christiane Molan, Gerhild Ebel u. a. Verlag und Galerie nahmen an nationalen und internationalen Kunst- und Buchmessen teil.
1999 gründete Fiebig mit Matthias Arndt und Alexander Wahrlich die KunstKonsum GmbH in Berlin, die als „Museumsshop ohne Museum“ in den Hackeschen Höfen in Berlin startete und heute ihren Sitz in Magdeburg hat.
Fiebig veröffentlicht eigene Texte unter dem Pseudonym Marian Mattner und Fotografien als Jacques Tueverlin.

## Herausgeberschaft (Auswahl)

### Bibliophile Künstlerbücher
- Jan Weinert, Peter Harnisch: Die Legende vom Erdmann, Edition Fiebig, Berlin 1993.
- Jan Weinert, Peter Harnisch: Wettermusiken, Edition Fiebig, Berlin 1994, ISBN 978-3-930516-00-1.
- William David Bengree-Jones, Klaus Walter: Doppelgänger, Edition Fiebig, Berlin 1995, ISBN 978-3-930516-04-9.
- Hans Christian Andersen, Peter Wagler, Lutz Fiebig (Hrsg.): Des Kaisers neue Kleider, Aus dem Dänischen von Kai Kromer, Edition Fiebig, Berlin 1995, ISBN 978-3-930516-05-6.
- Peter Wagler: Für Franz Kafka, Edition Fiebig, Berlin 1995, ISBN 978-3-930516-06-3.
- Marian Mattner, Peter Wagler: Vögel in Gefahr, Edition Fiebig, Berlin 1996.
- Silke Andrea Schuemmer, Wolf Spies: Triptychon oder Salzig schmeckt der Algenstrang, Edition Fiebig, Berlin 1996, ISBN 978-3-930516-10-0.
- Bernd Wagner, Peter Herrmann: Der menschliche Zoo, Edition Fiebig, Berlin 1997, ISBN 978-3-930516-12-4.
- Jürgen K. Hultenreich, Ulrike Hogrebe: Kopf Stand, Edition Fiebig, Berlin 1998, ISBN 978-3-930516-18-6.
- Géza Röhrig, Christian Stötzner: Aschenbuch, Edition Fiebig, Berlin 1999, ISBN 978-3-930516-21-6.

### Künstlermonographien
- mit Annegret Hoberg, Eckhard Hollmann: Günter Firit – Bilder 1980 – 1995, Edition Fiebig, Berlin 1995, ISBN 3-930516-08-X.
- mit Gunhild Brandler, Matthias Flügge, Uwe Jens Gellner, Andreas Hüneke: Hans-Hendrik Grimmling – Die Wucht der Bilder, Verlag Gerd Hatje, Ostfildern-Ruit 1997, ISBN 3-7757-0673-9.
- Rudolf Ortner – Ein Bauhausschüler heute, Edition Fiebig, Berlin 1997, ISBN 3-930516-13-6.
- mit Jörg Rothamel: Martin Noll – Bilder & Zeichen, Edition Fiebig, Berlin 1997, ISBN 3-930516-14-4.
- Bewegung Nurr 1989 – 1997, Edition Fiebig, Berlin 1997, ISBN 3-930516-15-2.
- mit Eckhard Hollmann: Peter Wagler – Graphik Bücher Texte, Edition Fiebig, Berlin 1997, ISBN 3-930516-16-0.
- Olivier Christinat – Photographies apocryphes, Edition Fiebig, Berlin 1997, ISBN 3-930516-17-9.
- mit Jörg Sperling: Micha Brendel – Von den Heimlichkeiten der Natur, Edition Fiebig, Berlin 1997, ISBN 3-930516-19-5.